# اندیس شاهزاده عبدالله (۱)
شاهزاده عبدالله (۱) یک اندیس غیرفلزی است که در حوالی شهر رک سفید استان خوزستان قرار دارد و مادهٔ معدنی موجود در آن، صدف آهکی است.سنگ میزبان این اندیس ماسه ساحلی است  